# Valdivilla
Valdivilla è una frazione del comune italiano di Santo Stefano Belbo, nella provincia di Cuneo, in Piemonte.

## Geografia fisica
La frazione di Valdivilla dista circa 6 km dal capoluogo comunale di Santo Stefano Belbo ed è situata sulla sommità di rilevi collinari allungati tipici delle Langhe. Arrivando dal comune di Mango (frazione Bosi) Valdivilla si sviluppa lungo la strada che si biforca poi nelle due direzioni: Castiglione Tinella e Santo Stefano Belbo. La frazione non ha un vero e proprio borgo principale, ma case sparse e piccole borgate. Il paesaggio è fortemente caratterizzato dalla presenza di vigneti, prevalentemente di uva Moscato. Altra caratteristica è la rocca a strapiombo proprio sotto la chiesa, visibile dalla collina di fronte che porta al paese di Camo.

## Monumenti e luoghi d'interesse

### Architetture religiose
- Chiesa di Santa Margherita, chiesa parrocchiale della frazione, è situata sulla sommità di un colle, dal quale si ha una vista panoramica dell'arco alpino occidentale. Il contorno della chiesa sulla collina caratterizza la silhouette di Valdivilla, rendendola identificabile da lontano, anche dalla piana del Tanaro
- Chiesa di San Rocco, luogo di culto sconsacrato, si trova al bivio per Castiglione Tinella e Santo Stefano Belbo ed è sede di un circolo ACLI

### Monumenti
- Monumento alla II Divisione Langhe e a Giovanni Balbo: si trova sulla strada che conduce a Santo Stefano Belbo, nel punto in cui il 24 febbraio 1945 caddero in battaglia centosettantotto partigiani. Il monumento è costituito da tre cippi che ricordano il comandante Giovanni Balbo e le tre brigate "Belbo", "Bormida" e "Rocca D'Arazzo". Ai lati vi sono tre steli con l'elenco dei partigiani caduti.
- A poca distanza dal monumento si trova la lapide dedicata a Dario Scaglione, nome di battaglia "Tarzan", ricordato da Beppe Fenoglio nel suo romanzo Il partigiano Johnny.[1]